# Der Vagabund
Der Vagabund är en operett i tre akter med musik av Carl Zeller och libretto av Moritz West och Ludwig Held.
Operetten hade premiär den 30 oktober 1886 på Carltheater i Wien och framfördes 49 gånger. Fram till oktober 1887 hade den spelats i Berlin, Hamburg, Leipzig, München och Würzburg. Den uppfördes även i USA, Österrike och Tjeckoslovakien.